# 少女まんが館 TAKI 1735
少女まんが館 TAKI 1735（しょうじょまんがかん たき 1735）は、三重県多気郡多気町丹生にある私立図書館。主に寄贈された少女漫画の単行本や漫画雑誌を所蔵する。館内にカフェを併設しており、カフェのみの利用も可能である。

## 概要
東京都あきる野市にある「少女まんが館」の姉妹館として2015年（平成27年）8月19日に開館した。姉妹館として、あきる野市の少女まんが館が満月のロゴマークを使うのに対し、少女まんが館 TAKI 1735は三日月を用いている。1980年代以降の少女漫画を蔵書の中心とし、池野恋『ときめきトゥナイト』や高口里純『花のあすか組!』などの単行本、『りぼん』や『マーガレット』などの雑誌が開設者の自作の本棚に納められている。漫画は作家別50音順に整頓されている。所蔵する漫画の99%は寄贈本であるという。漫画以外にも、漫画の付録や応募者全員プレゼントも寄贈されており、館内に展示している。
開設および運営するのは志村和浩・さくら夫妻であり、2人は共同で館主を務める。志村夫妻は東京の出身であるが、美し国おこし・三重のプロデューサー（まちづくりプランナー）に就任したことを契機に三重県と東京を往復するようになり、2012年（平成24年）に家族で三重県に移住し、多気町丹生に家を借りた。「少女まんが館 TAKI 1735」は志村家の敷地にあった別棟の3室を改装して設置した。館名にある「1735」は所在地の番地からとったものである。

## 利用案内
勢和東公民館（旧・多気町立丹生小学校）から南へ約100m、丹生大師の門前町通りに位置する。施設は木造で1階はカフェ、2階が図書館になっている。利用者のほとんどは30代から50代の女性である。
- 開館日：水曜日 - 土曜日（祝日は休館）
- 開館時間：11時 - 17時
- 入館制限：1階（カフェ部分）に制限はない[2]。2階は中学生以上[2]。
- 利用料：無料[9]

## 歴史
「少女まんが館 TAKI 1735」の開館のきっかけを作ったのは、多気町出身の写真家・中里和人である。中里はあきる野市の少女まんが館に通っており、館主から蔵書が増大し納まりきらないという話を聞いた。その話を中里が多気町役場でしたところ、志村夫妻がまんが館設置の意志を表明した。志村家は移住者であったため、地域住民とのコミュニケーションを取るきっかけとして設置を受諾したのであった。こうして、少女まんが館の姉妹館として同館などから寄贈された少女漫画約5,000冊の蔵書をもって2015年（平成27年）8月19日に開館した。正式開館前の8月16日に少女まんが館を運営する中野純・大井夏代夫妻、紀北町在住の漫画家・元町夏央を招いて内覧会が開催された。また多気町内の商店の出店もあった。内覧会の翌日には大台町に帰省していた漫画家の板羽皆が来館したが、前日には偶然にも館主の志村和浩が板羽の『サムライカアサン』をお勧めの漫画として紹介していた。
開館当初は水曜日のみ利用可能で、入館は中学生以上に限られていた。利用を中学生以上に限ったため静寂が保たれ、ページをめくる音だけが館内に響いていたという。
2016年（平成28年）6月に1階部分にカフェが併設された。カフェでは地元産食材を使ったオムライスなどを提供している。カフェの設置により、漫画を読むことを主目的とせず、喫茶や食事を目的とした子連れのママ友の来訪が見られるようになった。またカフェ開設により女性客に連れ立って男性の訪問も増加してきた。
2018年（平成30年）9月29日、多気町立勢和図書館などが主催する「Book Picnic 2018」に参加し、貸出ブースを出展した。

## 特色ある活動
カフェの運営のほか、専門家を招いた占い教室の開催、「クリスマスプレゼント」として12月25日に1組限定で3時間貸し切ることができる権利をプレゼントするなどを行ってきた。

### 出張少女まんが館
キッチンカーを保有しているため、不定期に「出張少女まんが館」（屋外開催の時は「少女まんがピクニック」とも称する）を開催している。出張少女まんが館は、キッチンカーに少女漫画を積んでイベント等へ赴き、屋外で漫画を読めるようにした企画である。例えば2016年（平成28年）4月には松阪市の東村呉服店うつくしやと多気町の桜花祭で開催している。今後は地域おこしを兼ねてキャンプ場や集客に苦戦している施設への訪問を検討しているという。
開館当初、キッチンカーは少女まんが館 TAKI 1735の前に駐車し、コーヒーや多気町内で生産されたパン・菓子を販売するのに利用していた。